# Matěj Koubek
Matěj Koubek (* 10. ledna 2000 Praha) je český fotbalový útočník.

## Fotbalová kariéra
S fotbalem začínal v týmu FC Tempo Praha, krátce se objevil v pražské Slavii, aby nakonec skončil u klokanů v Ďolíčku. Hostoval v FC Vysočina Jihlava a FK Ústí nad Labem. V roce 2021 se stal členem reprezentačního týmu ČR U21. Od konce letního přestupového okna v roce 2022 se stal hráčem FC Hradec Králové.Potom v roce 2025 přestoupil do FC Zlín. 

### Kariéra
- FC Tempo Praha (2006–2007)
- SK Slavia Praha (2007)
- FC Tempo Praha (2008–2009)
- Bohemians Praha 1905 (2009–2019)
- FC Vysočina Jihlava – hostování (2019–2020)
- FK Ústí nad Labem – hostování (2020–2021)
- Bohemians Praha 1905 (2021 - 2022)
- FC Hradec Králové (od 2022-2025)
- FC Zlín (od 2025)